# Лонг, Ричард (актёр)
Ри́чард Лонг (англ. Richard Long; 17 декабря 1927, Чикаго, Иллинойс — 21 декабря 1974, Лос-Анджелес, Калифорния) — американский актёр кино и телевидения. Наиболее известен зрителю исполнением ролей в сериалах «Большая долина» (112 эпизодов за четыре года) и «Няня и профессор» (54 эпизода за год).

## Биография
Ричард Лонг родился 14 или 17 декабря 1927 года в Чикаго. Был пятым из шести детей в семье. Отец — Шерман Д. Лонг, художник, мать — Дейл Маккорд Лонг. Семья жила в городе Эванстон близ Чикаго. Лонг учился в старшей школе «Линкольн-Парк» и в старшей школе тауншипа Эванстон, а после переезда семьи в 1944 году в Голливуд (Калифорния) — в Голливудской старшей школе. Именно здесь он был обнаружен «охотником за талантами» из кинокомпании Universal Studios.
Впервые на широком экране Лонг появился в возрасте 19 лет — он исполнил достаточно заметную роль в фильме «Вечное завтра». Впервые на телеэкране актёр появился в 1954 году («Театр Люкс Видео»).
В 1950—1952 годах Лонг служил в армии, воевал в Корее в звании рядовой первого класса.
Сестра Лонга, Барбара, была замужем за известным актёром Маршаллом Томпсоном.

### Личная жизнь и смерть
Ричард Лонг был женат дважды. Первая жена — актриса и певица Сьюзан Болл. Пара поженилась 11 апреля 1954 года, но 5 августа 1955 года 21-летняя Болл скоропостижно скончалась от рака лёгких.

Второй женой актёра стала актриса, фотомодель и танцовщица Мара Кордэй, с которой Лонг прожил в браке с 26 января 1957 года до самой своей смерти в 1974 году. От этого брака у пары осталось трое детей: Кэри (1957—2008), Валери (род. 1958) и Грегори (род. 1960).
Ричард Лонг с детства отличался слабым здоровьем — сказалась давно перенесённая пневмония. К тому же актёр много курил и выпивал, у него было несколько сердечных приступов. Лонг скончался 21 декабря 1974 года в возрасте 47 лет от инфаркта миокарда в Лос-Анджелесе. Его тело было кремировано, а прах развеян над океаном.

## Избранная фильмография

### Широкий экран
- 1946 — Вечное завтра[англ.] / Tomorrow Is Forever — Дрю Гамильтон
- 1946 — Чужестранец / The Stranger — Ной Лонгстрит
- 1946 — Тёмное зеркало / The Dark Mirror — Расти
- 1947 — Неудачник и я / The Egg and I — Том Кетл
- 1948 — Истоки чечётки[англ.] / Tap Roots — Брюс Дабни
- 1949 — Крест-накрест / Criss Cross — Слейд Томпсон
- 1949 — Мамаша и папаша Кетл[англ.] / Ma and Pa Kettle — Том Кетл
- 1951 — Воздушный кадет[англ.] / Air Cadet — Расс Коултер
- 1953 — Всё, чего я желаю[англ.] / All I Desire — Расс Андервуд
- 1954 — Саскачеван[англ.] / Saskatchewan — Эбботт
- 1954 — Игривая девочка[англ.] / Playgirl — Бэррон Кортни-третий
- 1955 — Культ кобры[англ.] / Cult of the Cobra — Пол Эйбл
- 1959 — Дом ночных призраков / House on Haunted Hill — Ланс Шрёдер, лётчик-испытатель

### Телевидение
- 1956—1958 — Театр NBC Matinee[англ.] / NBC Matinee Theater — разные роли (в 6 эпизодах)
- 1958—1959 — Мэверик / Maverick — джентльмен Джек Дарби (в 4 эпизодах)
- 1958—1963 — Сансет-стрип, 77[англ.] / 77 Sunset Strip — разные роли (в 29 эпизодах)
- 1959—1960 — Ритм Бурбон-стрит[англ.] / Bourbon Street Beat — Рекс Рэндольф (в 38 эпизодах)
- 1962, 1964 — Сумеречная зона / The Twilight Zone — разные роли (в 2 эпизодах)
- 1964 — Диснейленд[англ.] / Disneyland — Пол Дюранд (в 3 эпизодах)
- 1965—1969 — Большая долина / The Big Valley — Джаррод Баркли (в 112 эпизодах)
- 1970—1971 — Няня и профессор[англ.] / Nanny and the Professor — профессор Эверетт (в 54 эпизодах)

В фильме «Дом ночных призраков» (1959)
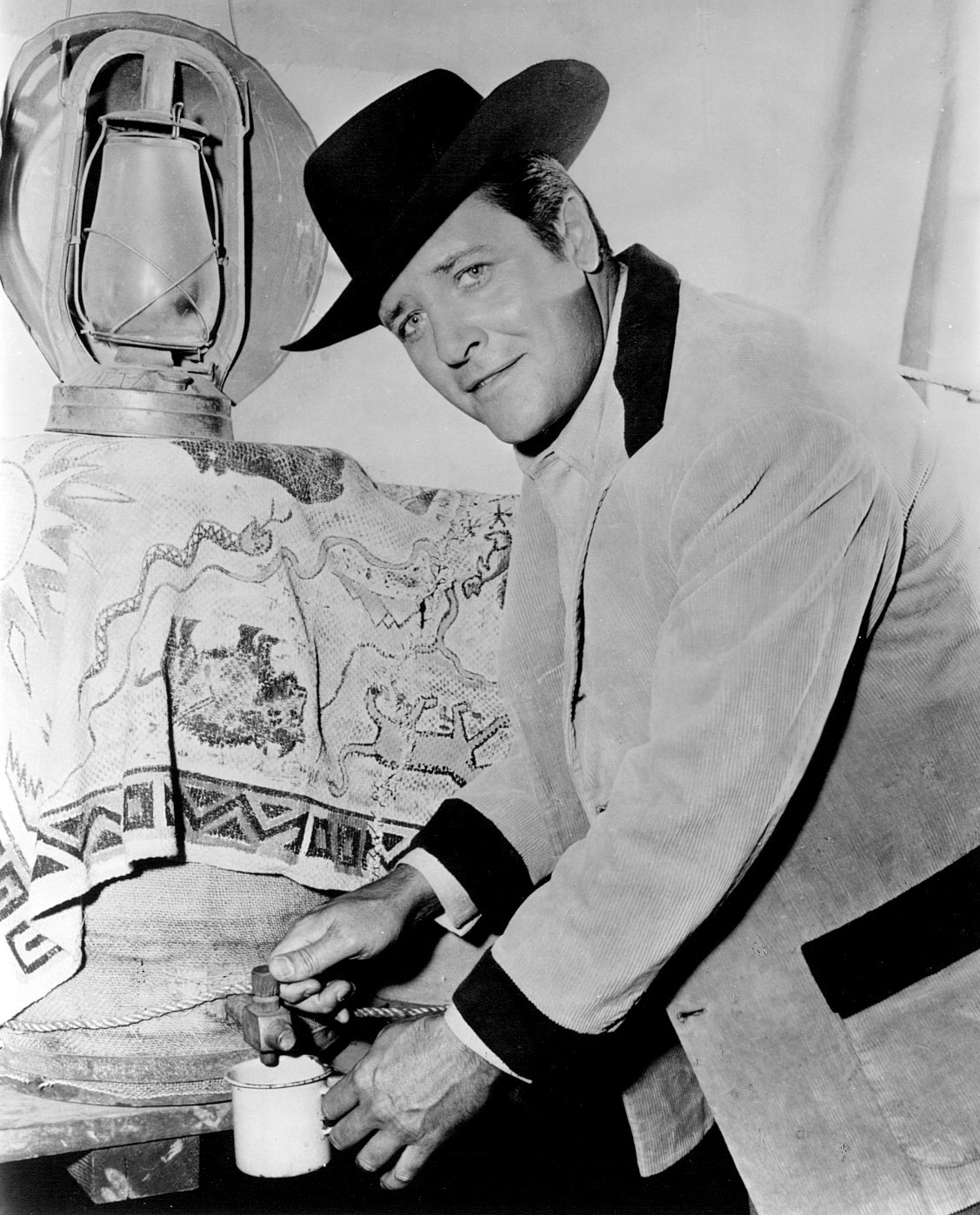
В сериале «Большая долина» (1965)
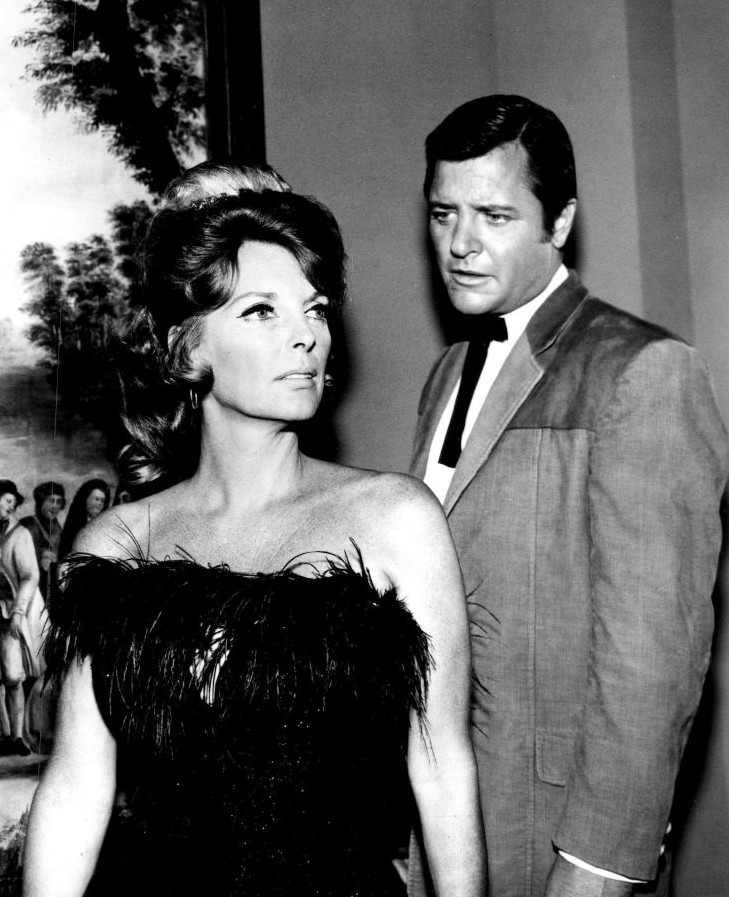
С Джули Лондон в сериале «Большая долина» (1968)
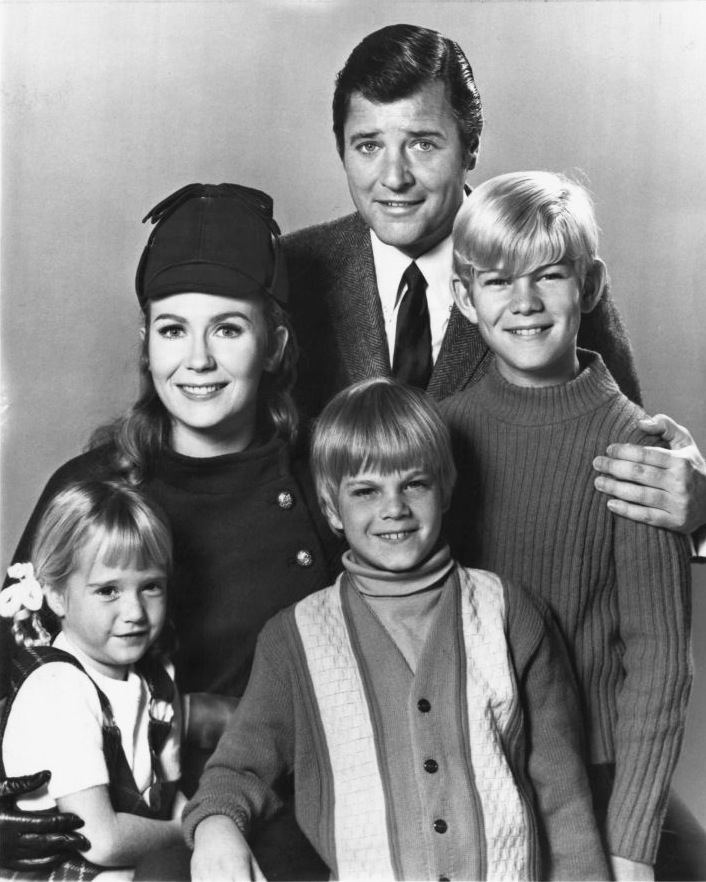
Основной состав сериала «Няня и профессор[англ.]» (1970). Сверху по часовой стрелке: Ричард Лонг, Дэвид Доремус[англ.], Трент Леман, Ким Ричардс и Джульет Миллс.